# شیننوکه
سِشو شیننوکه (به ژاپنی: 世襲親王家 Shinnōke)، نام جمعی چهار شاخه پسران کوچکتر از دودمان یاماتو بود، که تا سال ۱۹۴۷ حق داشتند، در صورتیکه شاخه اصلی وارثی نداشته باشد، جانشینی برای تخت پادشاهی ژاپن ارائه دهند. سران این خاندان سلطنتی دارای عنوان «شیننو» (親王 shinnō) شاهزاده امپراتوری یودند، صرف نظر از فاصله شجره نامه ای آنها از امپراتور ژاپن حاکم، زیرا اصطلاح «سِشو» «seshū» در نام آنها به این معنی است که آنها واجد شرایط جانشینی بودند.

## تاریخ
خاندان امپراتوری ژاپن خود را یک سلسله منفرد و به صورت متوالی می دانند. با این حال، جانشینی غالباً مستقیماً از پدر به پسر نبوده است، بلکه در گروهی از مردان افراد نزدیک به هم  بوده است. در دوره موروماچی، شاهزاده یوشیهیتو، پسر امپراتور سوکو در دربار شمالی اجازه داشت یک نسب موازی با خط اصلی امپراتوری ایجاد کند و نام فوشیمی-نو-میا  برگرفته از محل قصر او را برگزید.. این امر از نظر سیاسی به تحکیم اتحاد مجدد شمال و دربار جنوبی کمک کرد، همانطور اگر خط اصلی امپراتوری نتواند وارث مستقیم تولید کند و منقرض شود، بیمه ای را فراهم کرد. 
این یک تصمیم خوش اقبالی بود، زیرا در سال 1428، پسر دومین شاهزاده فوشیمی-نو-میا به عنوان امپراتور گو-هانزونو بر تخت نشست.
در دوره ادو، سه خانوار دیگر «سِشو شیننوکه» توسط شوگون‌سالاری توکوگاوا به تقلید آگاهانه از توکوگاوا توکوگاوا گوسانکه ایجاد شد.